# Championnats d'Afrique de badminton par équipes 2016
Navigation
Addis-Abeba 2012 Alger 2018
Les championnats d'Afrique de badminton par équipes 2016 se déroulent du 15 au 21 février 2016 à Beau Bassin-Rose Hill, à Maurice.
La compétition qualificative pour la Thomas Cup 2016 et l'Uber Cup 2016 est remportée par l'Afrique du Sud chez les hommes et Maurice chez les femmes.

## Médaillés
| Épreuve | Or | Argent | Bronze                                                                                              |
| ------- | --- | --- | --------------------------------------------------------------------------------------------------- |
| Hommes  | Afrique du Sud Cameron Coetzer (en) Andries Malan Jacob Maliekal Prakash Vijayanath (en) Willem Viljoen | Maurice Denneshsing Baboolall (en) Jean Bernard Bongout Sahir Edoo (en) Aatish Lubah (en) Christopher Paul (it) Georges Julien Paul | Ghana Abraham Ayittey (de) Michael Opoku Baah (ha) Daniel Sam (en) Michael Sam Emmanuel Donkor (en) |
| Hommes  | Afrique du Sud Cameron Coetzer (en) Andries Malan Jacob Maliekal Prakash Vijayanath (en) Willem Viljoen | Maurice Denneshsing Baboolall (en) Jean Bernard Bongout Sahir Edoo (en) Aatish Lubah (en) Christopher Paul (it) Georges Julien Paul | Algérie Mohamed Abderrahime Belarbi Adel Hamek Koceila Mammeri Adel Meddah Youcef Sabri Medel       |
| Femmes  | Maurice Shama Aboobakar Nicki Chan-Lam Kate Foo Kune Shania Leung Yeldy Marie Louison Sendila Mourat    | Égypte Nadine Ashraf (en) Menna El-Tanany (en) Doha Hany Hadia Hosny                                                                | Ghana Stella Amasah (tw) Diana Archer Grace Annabel Atipaka (en) Gifty Mensah (en)                  |
| Femmes  | Maurice Shama Aboobakar Nicki Chan-Lam Kate Foo Kune Shania Leung Yeldy Marie Louison Sendila Mourat    | Égypte Nadine Ashraf (en) Menna El-Tanany (en) Doha Hany Hadia Hosny                                                                | Ouganda Bridget Shamim Bangi (en) Gloria Najjuka (de) Daisy Nakalyango (en) Aisha Nakiyemba         |

## Tableau des médailles
- Pays organisateur (Maurice)

| Rang  | Nation         | Or | Argent | Bronze | Total |
| ----- | -------------- | -- | ------ | ------ | ----- |
| 1     | Maurice        | 1  | 1      | 0      | 2     |
| 2     | Afrique du Sud | 1  | 0      | 0      | 1     |
| 3     | Égypte         | 0  | 1      | 0      | 1     |
| 4     | Ghana          | 0  | 0      | 2      | 2     |
| 5     | Algérie        | 0  | 0      | 1      | 1     |
| 5     | Ouganda        | 0  | 0      | 1      | 1     |
| Total | Total          | 2  | 2      | 4      | 8     |